# Семюр-ан-Осуа (кантон)
Семюр-ан-Осуа (фр. Semur-en-Auxois) — кантон во Франции, находится в регионе Бургундия. Департамент кантона — Кот-д’Ор. Входит в состав округа Монбар. Население кантона на 2006 год составляло 9429 человек.
Код INSEE кантона — 2133. Всего в кантон Семюр-ан-Осуа входят 29 коммун, из них главной коммуной является Семюр-ан-Осуа.

## Коммуны кантона
- Бар-лез-Эпуас — население 77 чел.
- Шариньи — население 40 чел.
- Шассе — население 97 чел.
- Корромбль — население 236 чел.
- Корсен — население 122 чел.
- Курсель-Фремуа — население 118 чел.
- Курсель-ле-Семюр — население 223 чел.
- Эпуас — население 785 чел.
- Фле (Кот-д’Ор) — население 155 чел.
- Форлеан — население 83 чел.
- Жене (Кот-д’Ор) — население 341 чел.
- Жё-ле-Бар — население 45 чел.
- Жюйи (Кот-д’Ор) — население 51 чел.
- Лантийи — население 97 чел.
- Маньи-ла-Виль — население 81 чел.
- Массенжи-ле-Семюр — население 200 чел.
- Мильри — население 371 чел.
- Монберто — население 245 чел.
- Монтиньи-сюр-Армансон — население 133 чел.
- Пон-э-Массен — население 194 чел.
- Сент-Эфрон — население 200 чел.
- Семюр-ан-Осуа — население 4261 чел.
- Суэ — население 76 чел.
- Торси-э-Пулиньи — население 158 чел.
- Тутри — население 467 чел.
- Вик-де-Шасне — население 234 чел.
- Вьё-Шато — население 100 чел.
- Виллар-э-Вильнот — население 145 чел.
- Вильнёв-су-Шариньи — население 94 чел.